# Nasonia
Nasonia  (лат.) — род паразитических перепончатокрылых насекомых из семейства птеромалиды (Pteromalidae). 4 вида, один из которых встречается всесветно. Заражают в основном мух различных семейств. Используются в молекулярно-генетических экспериментах.

## Описание
Мелкие насекомые (длина 1—3 мм, самки крупнее самцов). Чёрные с бронзовым блеском, усики и ноги желтоватые. Усики состоят из скапуса, педицеля и 12-членикового жгутика. Откладывают свои яйца на преимагинальные стадии (куколки), главным образом мух. Список первичных хозяев включает двукрылых, жуков, тараканов, бабочек и перепончатокрылых. Из мух заражает представителей различных семейств, включая Sarcophagidae, Muscidae (Musca domestica) и Calliphoridae. Два описанных в 1990 году американских вида-сиблинга (Nasonia giraulti и Nasonia longicornis) паразитируют на падальных мухах рода Protocalliphora (Calliphoridae) и Sarcophaga (Sarcophagidae).
Благодаря быстрому развитию (1 поколение за 15 дней при 25°) легко культивируются в лабораторных условиях и используются в молекулярно-генетических экспериментах. Ассоциированы с эндосимбионтами бактериями Wolbachia sp. (Wolbachiaceae) и Arsenophonus nasoniae (Enterobacteriaceae).
В течение жизненного цикла используются различные виды феромонов и других химических веществ: (1) мужской половой феромон брюшной полости, который привлекает самок, (2) контактный половой феромон самок, вызывающий поведение ухаживания у самцов, (3) оральный афродизиак самцов, вызывающий передачу сигналов восприимчивости у самок и изменение в их обонятельных предпочтениях, (4) химические вещества, полученные из среды обитания хозяина и от пупария хозяина, используемые в обонятельном обнаружении хозяина самками паразитоидов, и (5) химические вещества, используемые самками для оценки качества потенциальных хозяев. 
Представители рода давно используются как модельные виды в изучении поведения паразитоидов и в молекулярно-генетических экспериментах.
Исследование трёх недавно открытых видов, показало, что на их видообразование наряду с географической изоляцией, могли повлиять бактериальные эндосимбионты, живущие в кишечнике насекомых. Два близких вида (сиблинги) Nasonia giraulti и N. longicornis могут давать плодовитые гибриды, а третий вид, N. vitripennis (отделившийся от них более миллиона лет назад) такого гибридного успеха не показывает. Однако, лишённые микрофлоры насекомые дают при скрещивании, даже с отдалёнными родственниками, более плодовитое потомство.
Диплоидный набор хромосом 2n=10 или 12 (гаплоидный n=5 или 6). Обнаружены триплоидные и тетраплоидные самки. Общий размер генома равен ~335 Mb (миллион пар оснований).

## Систематика
4 вида. Более 150 лет был известен только один космополитный вид (Nasonia vitripennis (Walker, 1836)), но в 1990 и 2010 годах были описаны 3 близких вида-сиблинга из Северной Америки. Сравнение нуклеотидной последовательности ДНК показало, что Nasonia giraulti и Nasonia longicornis разделились относительно недавно от общего филогенетического ствола рода, а вид Nasonia vitripennis отделился около 1 млн лет назад.
- Nasonia giraulti Darling & Werren, 1990 — Северная Америка (Канада и США)[14]
- Nasonia longicornis Darling & Werren, 1990 — Северная Америка
- Nasonia oneida Raychouhury & Desjardins, 2010 — Северная Америка (США)[4]
- Nasonia vitripennis (Walker, 1836) — Всесветно
  - = Pteromalus vitripennis Walker, 1836[16]
  - = Semiotellus insuetus (Walker, 1872)
  - = Stictonotus insuetus (Walker, 1872)
  - = Nasonia brevicornis Ashmead, 1904